# Религиозный синкретизм
Религио́зный синкрети́зм (от др.-греч. συγκρητισμός «соединение, объединение») — соединение разнородных вероучительных и культовых положений в процессе взаимовлияния религий в их историческом развитии.

## Этимология
Термин «синкретизм» впервые применил древнегреческий историк Плутарх для характеристики поведения критян, примиряющих разногласия в период усиления внешней опасности. В эпоху Возрождения в положительном значении слияния различных идей (классического наследия с христианской теологией) термин воспринял Эразм Роттердамский. В XVII веке синкретизмом называли идеи Георга Каликста по объединению христианских церквей, между его сторонниками и оппонентами возник синкретический спор. В дальнейшем в истории слово использовалось в различных контекстах.

## Понятие

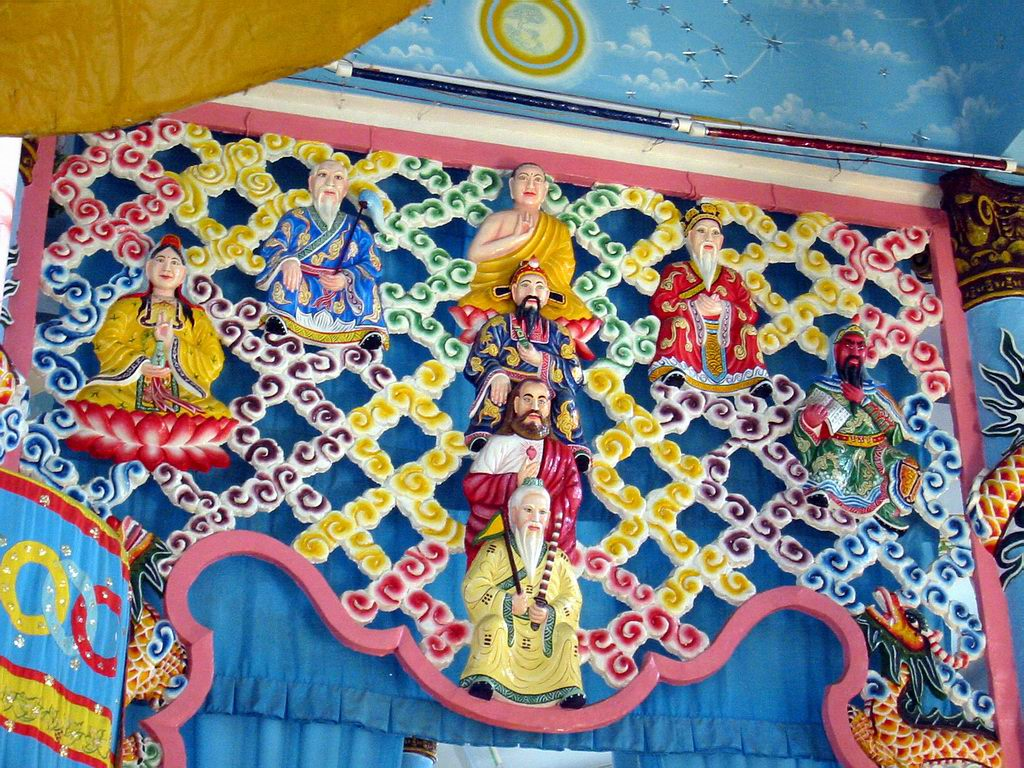
Храм синкретической религии каодай во Вьетнаме: сверху Будда, справа от него Лао Цзы, слева Конфуций, под Буддой расположен Ли Бай, справа от Ли Бая — женщина-бодхисаттва Гуаньинь, слева — воин Гуань Гун, ниже Ли Бая находится Иисус, ниже Иисуса — Цзян Цзыя

Религиозный синкретизм — соединение разнородных учений религиозного, антропологического или космологического характера. Понятие религиозного синкретизма аналогично понятию эклектизма в философии.
В религиоведении понятие религиозного синкретизма и границы его применения являются дискуссионным предметом: существует точка зрения, что в какой-то степени все религии являются синкретическими, поскольку в процессе возникновения и развития испытали влияние других религий. В качестве решения проводится дифференциация внутри понятия по различным признакам, учитывается уровень синкретизма. Встречаются разные мнения по вопросу синонимичности терминов «религиозный синкретизм» и «двоеверие» (совмещение основной веры и элементов других верований).
В настоящее время понятие может получать негативные или позитивные коннотации в зависимости от научной и религиозной традиции. По мнению православных богословов, религиозный синкретизм как внешнее, неорганическое и искусственное соединение не имеет ясного очертания духовных основ либо не увязывается с содержанием привлекаемых фрагментов. В публицистике термин «религиозный синкретизм» иногда употребляется в смысле религиозной всеядности.
Религиозный синкретизм следует отличать от религиозного плюрализма, подразумевающего мирное сосуществование и/или разделение сфер влияния между несколькими конфессиями или религиями без их слияния.

## История
Религиозный синкретизм — общекультурное явление, известное на протяжении всей истории религии: от первобытной эпохи до современных новых религиозных движений, проявляется в сочетании разнородных вероучительных и культовых положений разных религиозных традиций, обусловливая основы вероучения.
Исторически религиозный синкретизм имел широкое распространение в Китае, в эллинистических религиях и в государстве инков, когда инкорпорация богов побеждённых земель в собственный религиозный культ поддерживалась на уровне государственной политики. В раннем Средневековье широкое распространение получило манихейство, впоследствии оказавшее влияние на средневековые синкретические ереси.
В новое и новейшее время появилось множество синкретических религий. Из недавно возникших и получивших распространение религиозных течений, для которых характерен религиозный синкретизм:
- АллатРа
- Аум синрикё[16]
- Вера Бахаи[4]
- Вуду
- Манихейство
- Дин-и иллахи
- Неосуфизм
- Игуаньдао
- Кандомбле
- Као Дай[4]
- Кёдан абсолютной свободы
- Мессианский иудаизм
- Нуль-буддизм
- Нью Эйдж
- Оомото-кё
- Саентология[17]
- Сантерия
- Сэкай Кюсэй-кё
- Сюгэндо
- Телема
- Толстовство
- Умбанда
- Фалуньгун[18]
- Церковь объединения[18]
- Церковь последнего завета[18]
- Цзайлицзяо[18]

## Синкретическая религиозная философия
В религиоведении к религиозно-философскому синкретизму также относят мистические, оккультные, спиритуалистические и прочие концепции, отличные от традиционных религиозных направлений. Для данных концепций характерно объединение элементов различных религий, наряду с вненаучными и научными знаниями. Примеры религиозно-философского синкретизма: александрийская философия, гностицизм, теософия, включая теософию Блаватской, антропософию Рудольфа Штейнера, Агни-Йогу (или Живую Этику) Рерихов. На основе синкретических религиозно-философских учений могут возникать религиозные движения: например, на основе теософии Блаватской возникло свыше 100 эзотерических религиозных движений.